# Lunar Landing Research Facility

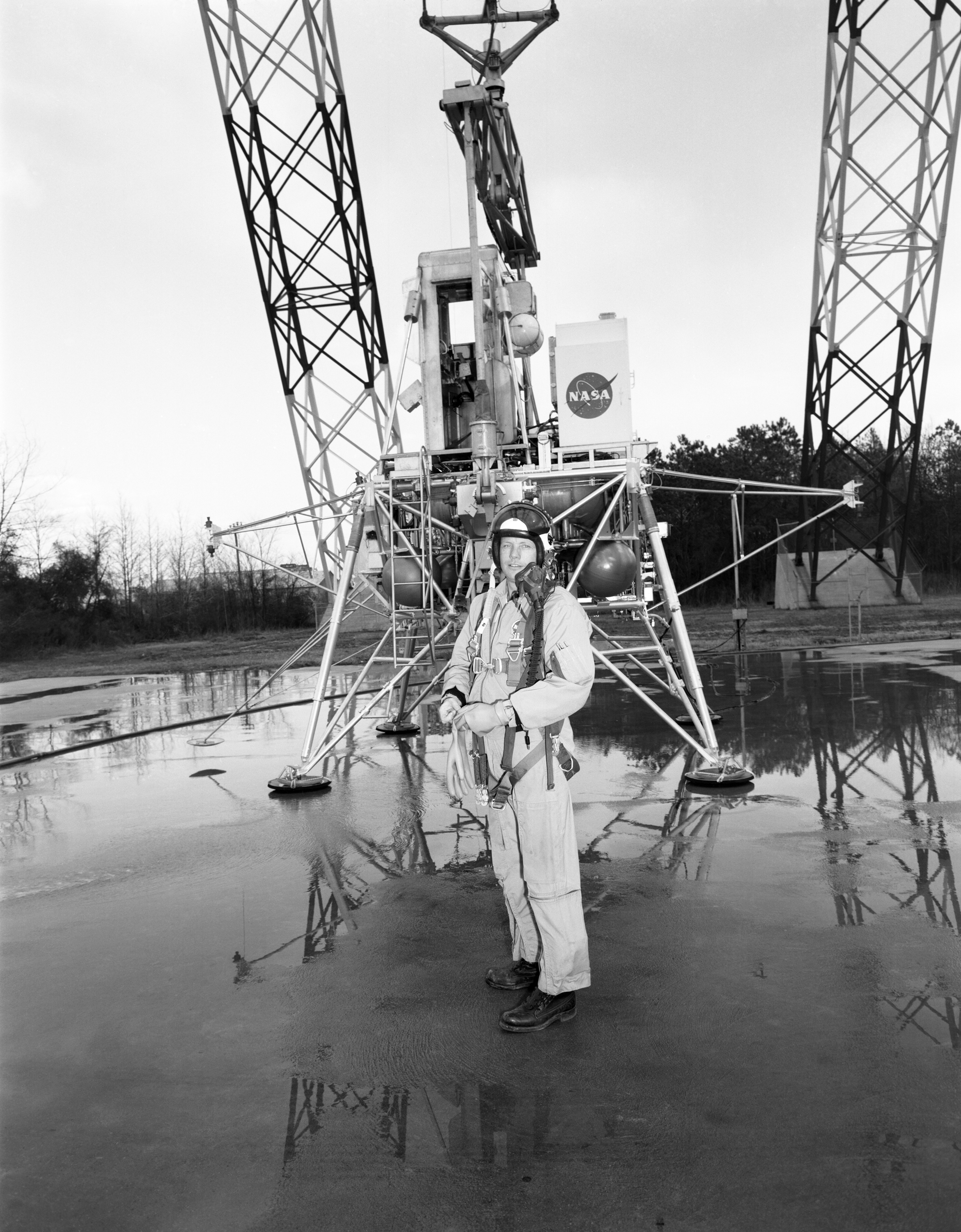
Neil Armstrong en el LLRF.

El Lunar Landing Research Facility o LLRF (Instalación de Investigación para el Aterrizaje Lunar) fue una instalación del Centro de Investigación Langley creada a mediados de los años 1960 para el entrenamiento e investigación de técnicas relacionadas con el alunizaje para el proyecto Apolo. Consistía en una estructura de 76,2 metros de altura y 121,9 metros de longitud, y permitía probar vehículos y equipamiento en condiciones de un sexto de gravedad.